# Красный Текстильщик (сельское поселение)
Муниципальное образование Красный Текстильщик — упразднённое сельское поселение в Саратовском районе Саратовской области Российской Федерации.
Административный центр — посёлок Красный Текстильщик.

## История
Статус и границы городского поселения установлены Законом Саратовской области от 29 декабря 2004 года № 113-ЗСО «О муниципальных образованиях, входящих в состав Саратовского муниципального района».
В феврале 2012 года Законом Саратовской области «О внесении изменений в Закон Саратовской области „О муниципальных образованиях, входящих в состав Саратовского муниципального района“» статус поселения изменён с городское поселение на сельское поселение.
Законом Саратовской области от 15.12.2020 № 163-ЗСО сельское поселение упразднено и населённые пункты переданы в состав городского округа Саратова.

## Население
| 2009  | 2010  | 2011  | 2012  | 2013  | 2014  | 2015  |
| ----- | ----- | ----- | ----- | ----- | ----- | ----- |
| 3377  | ↗3404 | ↗3405 | →3405 | ↗3412 | ↘3377 | ↗3385 |
| 2016  | 2017  | 2018  | 2019  | 2020  | 2021  |       |
| ↘3356 | ↘3337 | ↘3289 | ↘3253 | ↘3198 | ↘3193 |       |

## Состав сельского поселения
| № | Населённый пункт    | Тип населённого пункта          | Население |
| - | ------------------- | ------------------------------- | --------- |
| 1 | Беленький           | посёлок                         | ↘36       |
| 2 | Красный Текстильщик | посёлок, административный центр | ↗3431     |